# Estação Cais do Sodré
Cais do Sodré é uma estação do Metropolitano de Lisboa. Situa-se no concelho da Lisboa, em Portugal, servindo de terminal da Linha Verde. Foi inaugurada a 18 de abril de 1998 em conjunto com a estação Baixa-Chiado, no âmbito da expansão desta linha à zona do Cais do Sodré.

## Descrição
Esta estação está situada no Cais do Sodré, entre a Av. 24 de Julho e o Jardim Roque Gameiro, fazendo interface com a Estação Ferroviária do Cais do Sodré, que serve a Linha de Cascais, e com o Terminal Fluvial do Cais do Sodré que liga Lisboa a Cacilhas, Seixal e Montijo. A estação possibilita ainda o acesso ao Mercado da Ribeira e aos arruamentos circundantes.
O projeto arquitetónico é da autoria dos arquitetos Pedro Botelho e Nuno Teotónio Pereira e as intervenções plásticas do pintor António Dacosta, que antes de falecer deixou esboços que foram posteriormente integrados na estação de acordo com a interpretação do pintor Pedro Morais. Esta estação foi distinguida com o Prémio Valmor e Municipal de Arquitetura de 2008, atribuído pela Câmara Municipal de Lisboa com a finalidade de premiar a qualidade arquitetónica dos novos edifícios construídos na cidade de Lisboa.
À semelhança das mais recentes estações do Metropolitano de Lisboa, está equipada para poder servir passageiros com deficiências motoras, contando com vários elevadores e escadas rolantes que facilitam o acesso às plataformas.

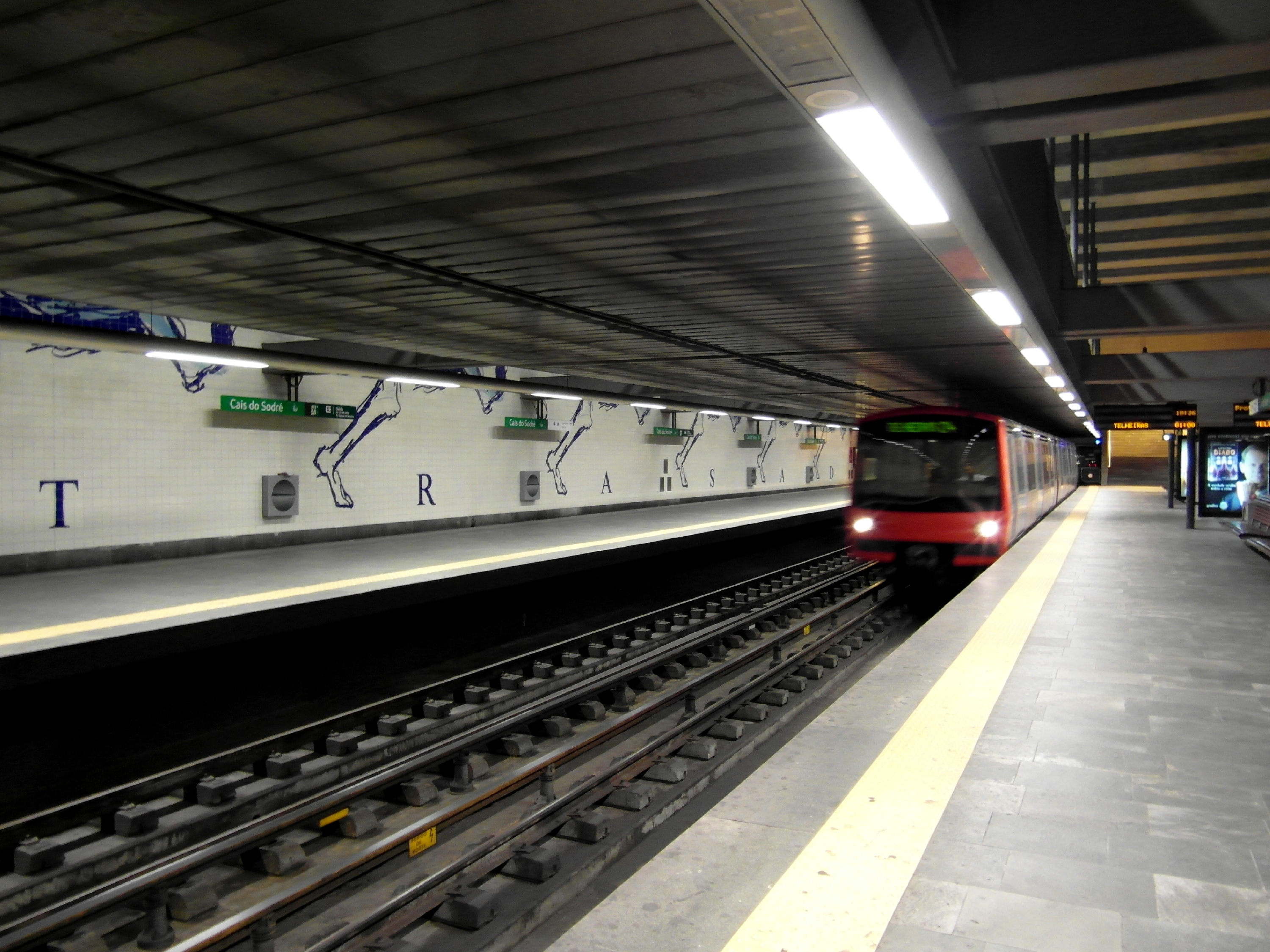
Composição a chegar à plataforma vinda do terminal

## Ampliação
Em 2024 teve início a construção do novo átrio poente desta estação, utilizando várias zonas técnicas e estruturas já existentes, o qual irá contar com dois acessos pedonais e dois elevadores entre o átrio e a superfície. À semelhança do que já acontece com o átrio atual, este novo átrio contará com acesso direto a algumas das plataformas da Estação Ferroviária do Cais do Sodré. O novo átrio permitirá a ligação pedonal subterrânea entre a Av. 24 de Julho e a Rua da Cintura do Porto de Lisboa.

## Acessos
Esta estação conta com três acessos pedonais e um elevador entre o átrio e a superfície:
- Acesso 1 - está localizado no passeio sul da Av. 24 de Julho, junto da Estação Ferroviária do Cais do Sodré. Está direcionado para nascente e conta com duas escadas mecânicas assim como escadas pedonais.
- Acesso 2 - está localizado no interior do átrio da Estação Ferroviária do Cais do Sodré. Está direcionado para nascente e conta com duas escadas mecânicas assim como escadas pedonais.
- Acesso 3 - está localizado num piso intermédio do átrio da estação e permite o acesso direto às plataformas da Estação Ferroviária do Cais do Sodré. Está direcionado para poente e conta com duas escadas mecânicas assim como escadas pedonais.
- Elevador - está localizado na entrada norte da Estação Ferroviária do Cais do Sodré, direcionado para nascente.

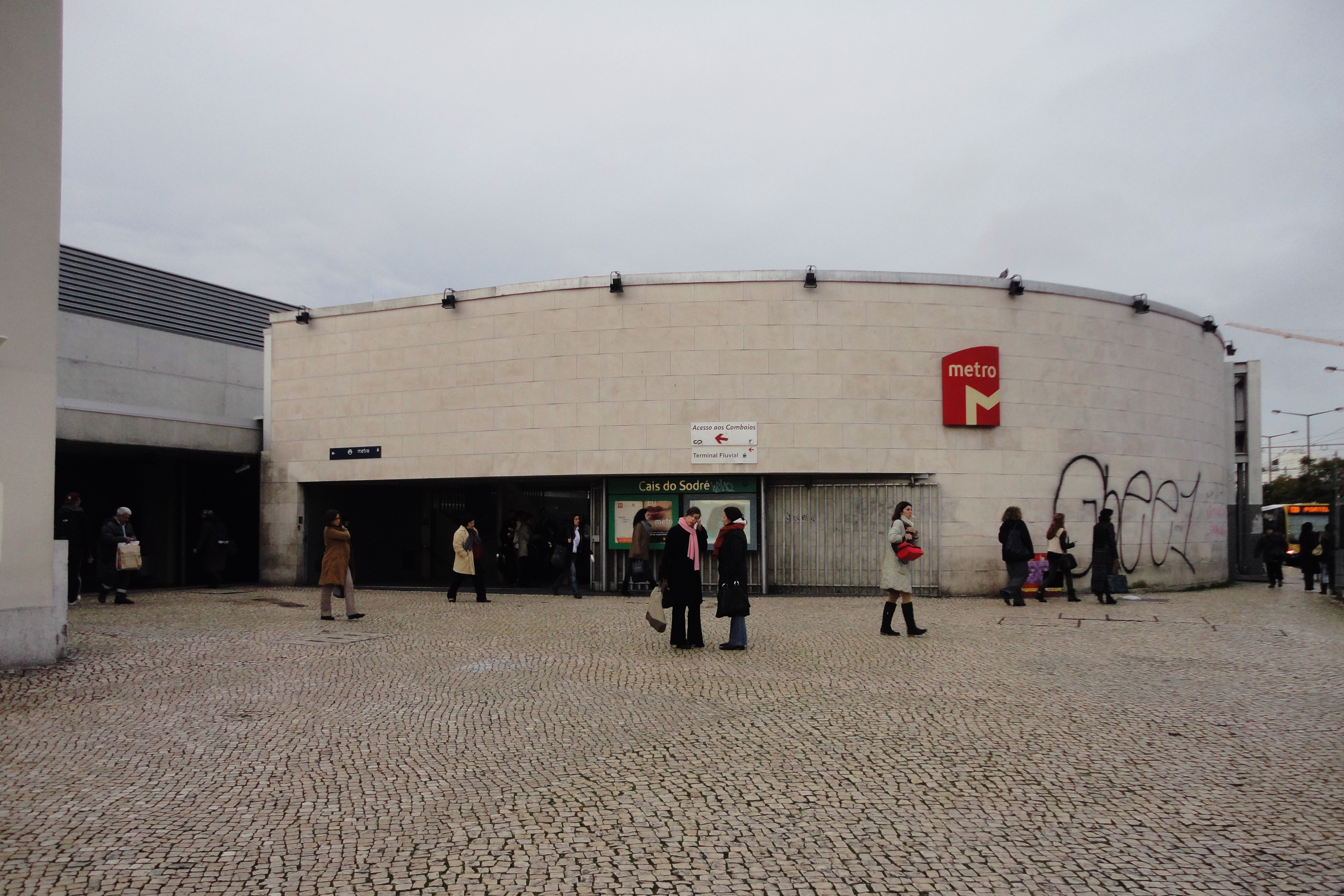
Acesso à Av. 24 de Julho (Acesso 1)
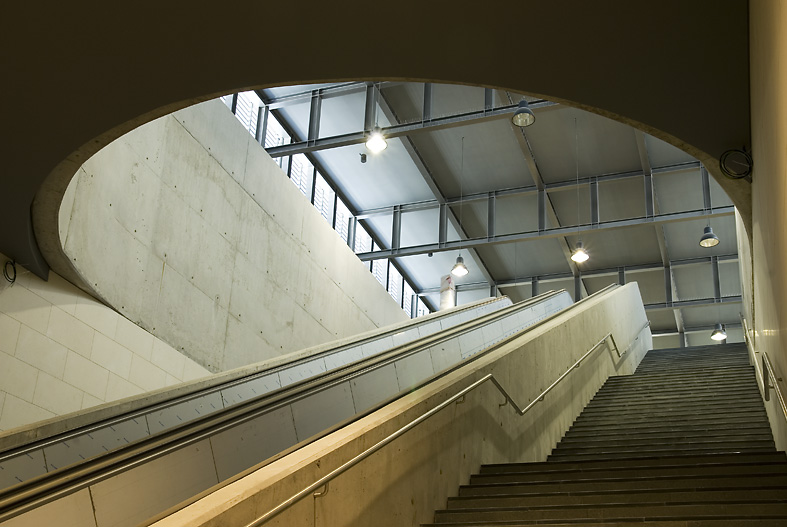
Acesso à Estação Ferroviária do Cais do Sodré (Acesso 2)